# Varga Attila (közgazdász)
Varga Attila (Budapest, 1958. június 18. – 2023. október 23.) magyar közgazdász, egyetemi tanár, a Magyar Tudományos Akadémia levelező tagja. A Pécsi Tudományegyetem (PTE) Közgazdaságtudományi Karának egyetemi tanára, a Regionális Innováció- és Vállalkozáskutatási Központ (RIERC) és a Regionális Politika és Gazdaságtan Doktori Iskola igazgatója.

| Varga Attila                              | Varga Attila                              |
| Kattints az alábbi külső linkek egyikére! | Kattints az alábbi külső linkek egyikére! |
| ----------------------------------------- | ----------------------------------------- |
| Nem található szabad kép.(?)              |                                           |
| külső link · jogvédett                    | Varga Attila fényképe.                    |

## Életpályája
1983-ban közgazdászként végzett a pécsi Janus Pannonius Tudományegyetem (JPTE) Közgazdaságtudományi Karán, és a diploma megszerzésétől tanít a JPTE (2000-től Pécsi Tudományegyetem/PTE) Közgazdaságtudományi Karán (KTK). 1989-ben a JPTE-n egyetemi doktori (Dr. univ.) fokozatot nyert el.
1992-től az USA-ban Ph.D. hallgató a Nyugat Virginiai Egyetemen (West Virginia University), témavezetője Luc Anselin. Doktori fokozatot 1997-ben szerzett. 1997-től kutató adjunktus a Nyugat Virginiai Egyetem Regionális Kutatóintézetében (Regional Research Institute). 1998-ban az Osztrák Tudományos Akadémiára került, majd a Bécsi Közgazdaságtudományi Egyetemen (Wirtschaftsuniversität Wien) tudományos főmunkatársaként dolgozott. 2001-től ismét a Pécsi Tudományegyetemen dolgozik. 2006-ban a Pécsi Tudományegyetem (PTE) Közgazdaságtudományi Karán habilitált és az MTA doktora címet nyerte el. A PTE KTK-n kapott egyetemi tanári kinevezést 2006-ban. Oktatott tárgyai: mikroökonómia, regionális gazdaságtan, térökonometria, kutatásmódszertan. 2019-ben a Magyar Tudományos Akadémia levelező tagjává választották.

## Munkássága
Szakterülete a közgazdaságtan és a regionális tudomány. Kutatásai során az innovációs folyamatok területi dimenzióit és a tudásalapú gazdaságfejlesztés lehetőségeit tanulmányozza. Az USA innovációs rendszerének szereplői közötti innovációs együttműködések térbeli kiterjedésével kapcsolatos kutatási eredményeit nagy számban hivatkozzák a nemzetközi szakirodalomban. Innovációs kutatásaihoz szorosan kötődik kiterjedt  modellfejlesztő tevékenysége. Több országra (az USA, az Európai Unió, Magyarország, Törökország) elkészített gazdasági modelljeivel elsősorban a tudásalapú fejlődést célzó szakpolitikák (K+F és humán tőke fejlesztése, vállalkozási és innovációs hálózati politikák, beruházás-támogatás, infrastruktúra-fejlesztés) hatásait tanulmányozza regionális, nemzeti és nemzetek feletti (EU) szinteken. A munkálatok eredményeként kialakított GMR (földrajzi, makro- és regionális) modelljei számos országban kerültek alkalmazásra.
Széleskörű nemzetközi és hazai szakmai publikációs tevékenységet folytat, tudományos közleményeinek száma 150 fölötti. A cikkeire, könyveire történt nemzetközi hivatkozások száma 8000 fölötti, Hirsch-indexe 25-ös. A Regional Studies folyóirat szerkesztése (2007-2013) mellett több nemzetközi és hazai szaklap szerkesztőbizottságának volt tagja.
Több USA-beli és európai egyetemen dolgozott, illetve kapott vendégkutatói meghívást. 2018-tól a Magyar Tudományos Akadémia (MTA) Regionális Tudományi Bizottságának, 2013-tól az MTA Közgazdaság- és Regionális Tudományi Kutatóközpont külső tudományos tanácsadó testületének elnöke, a Magyar Regionális Tudományi Társaság alelnöke (2017-től). Tagja a West Virginia University Regional Research Institute külső tanácsadó testületének (2016-tól) és a European Regional Science Association Council-nak (2003-tól). Több nemzetközi és hazai elismerés mellett 2018-ban kutatási eredményeiért és iskolateremtő tevékenységéért a Magyar Érdemrend Tisztikeresztjét és az Akadémiai Díjat vette át.

## Szervezeti tagságok
- alapító elnökségi tag: Magyar Regionális Tudományi Társaság
- alapító elnökségi tag: Magyar Közgazdaságtudományi Egyesület
- tag: European Regional Science Association
- tag: Regional Studies Association

## Közéleti és tudományos tevékenységei
- elnök: MTA  Regionális Tudományok Bizottsága
- elnök: MTA  Közgazdaság- és Regionális Tudományi Kutatóközpont Külső Tudományos Tanácsadó Testülete
- alelnök: Magyar Regionális Tudományi Társaság
- tag: MTA Gazdaságtudományi Doktori Minősítő Bizottság
- tanácsadó bizottsági tag: Regional Research Institute, West Virginia University
- tag: European Regional Science Association Council

## Díjai, elismerései
- Akadémiai Díj, 2018[1][2]
- A Magyar Érdemrend tisztikeresztje polgári tagozat, 2018[3][4][5]
- Outstanding Alumni Scholar Award, Regional Research Intitute, West Virginia University, 2011[6]
- Arany Katedra Díj, Pécsi Tudományegyetem, 2008
- Széchenyi István ösztöndíjas, 2001–2004
- A. J. Dadisman Doctoral Award az év legkiválóbb Ph.D. jelöltjének Közgazdaságtanból, College of Business and Economics, West Virginia University, 1996
- Baltic/East Central European Assistance Award by NAFSA: Association of International Educators, 1992–1994

## Művei[7]

### PhD-értekezés
- Varga, Attila: Regional Economic Effects of University Research: A Spatial Econometric Perspective. West Virginia University, Morgantown, WV, USA, PhD-disszertáció, 1997

### Fontosabb könyvei
- Varga Attila (2016) Regionális fejlesztéspolitikai hatáselemzés. Innováció, vállalkozás és gazdasági növekedés a GMR-Európa modellben. Akadémiai Kiadó, Budapest
- Innovációt ösztönző regionális fejlesztéspolitikák hatáselemzése a GMR-Európa modellel; PTE Közgazdaságtudományi Kar, Pécs, 2013
- Varga Attila (Ed.) (2009) Universities, Knowledge Transfer and Regional Development: Geography, Entrepreneurship and Policy. Edward Elgar Publishers
- Varga Attila (2009) Térszerkezet és gazdasági növekedés. Akadémiai Kiadó, Budapest
- Térszerkezet, technológiai fejlődés és makrogazdasági növekedés; PTE KTK Regionális  Politika és Gazdaságtan Doktori Iskola, Pécs, 2006 (Habilitációs előadások)
- Varga, Attila and László Szerb (Eds.) (2002) Innovation, Entrepreneurship and Regional Economic Development: International Experiences and Hungarian Challenges. University of Pécs Press, Pécs
- Varga, Attila (1998) University Research and Regional Innovation: A Spatial Econometric Analysis of Academic Technology Transfers. Kluwer Academic Publishers, Boston

### Fontosabb folyóiratcikkei
- Attila Varga (2017) Place-based, Spatially Blind, or Both? Challenges in Estimating the Impacts of Modern Development Policies: The Case of the GMR Policy Impact Modeling Approach. International Regional Science Review 40, 12-37.
- Attila Varga, Tamás Sebestyén (2017) Does EU Framework Program participation affect regional innovation? The differentiating role of economic development. International Regional Science Review 40, 405-439.
- Attila Varga, Mete Basar Baypinar (2016) Economic impact assessment of alternative European Neighborhood Policy (ENP) options with the application of the     GMR-Turkey model. The Annals of Regional Science 56, 153-176.
- Varga Attila, Erdős Katalin (2015) A magyar idegtudomány nemzetközi beágyazottsága. Magyar Tudomány 6., 1-8.
- Attila Varga, Dimitros Pontikakis, George Chorafakis (2014) Metropolitan Edison and cosmopolitan Pasteur? Agglomeration and interregional research network effects on European R&D productivity. Journal of Economic Geography 14, 229-263 (doi:10.1093/jeg/lbs041).
- Varga Attila, Járosi Péter, Sebestyén Tamás (2014) A GMR-Európa modell és alkalmazása EU kohéziós politikai reformok előzetes hatásvizsgálata során. Szigma 1-2, 117-143.
- Varga, Attila (2006) The Spatial Dimension of Innovation and Growth: Empirical Research Methodology and Policy Analysis.  European Planning Studies 9, 1171-1186.
- Acs, Zoltan and Attila Varga (2005) Entrepreneurship, agglomeration and technological change. Small Business Economics 24, 323-334.
- Varga, Attila and Hans Joachim Schalk (2004) Knowledge spillovers, agglomeration and macroeconomic growth. An empirical approach. Regional Studies 38, 977-989.
- Fischer, Manfred M. and Attila Varga (2003) Spatial knowledge spillovers and university research: evidence from Austria, Annals of Regional Science 37, 303-322.
- Acs, Zoltan, Luc Anselin and Attila Varga (2002) Patents and innovation counts as measures of regional production of new knowledge. Research Policy 31, 1069-1085.
- Varga, Attila (2000) Local academic knowledge spillovers and the concentration of economic activity. Journal of Regional Science 40, 289-309.
- Anselin, Luc, Attila Varga and Zoltan Acs (1997) Local geographic spillovers between university research and high technology innovations. Journal of Urban Economics 42, 422-448.